# درع تفاعلي

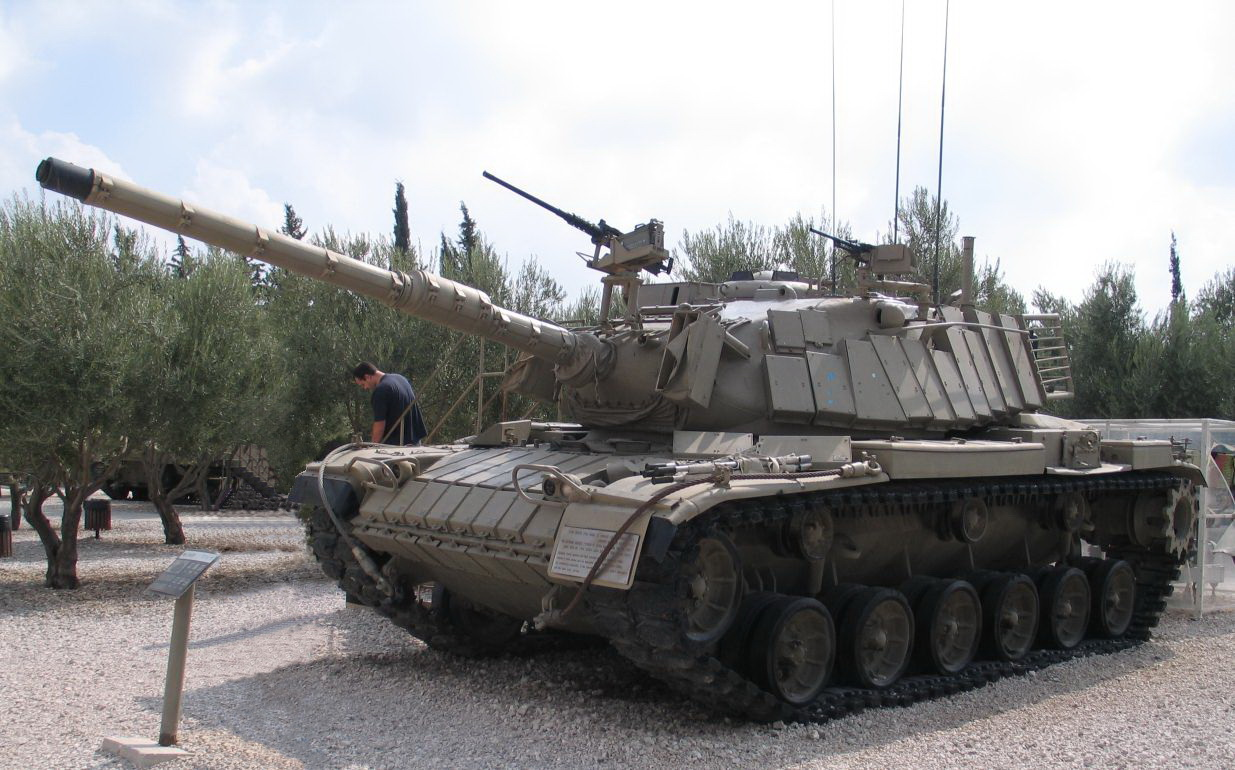
دبابة باتون إسرائيلية مع درع بليزر ERA

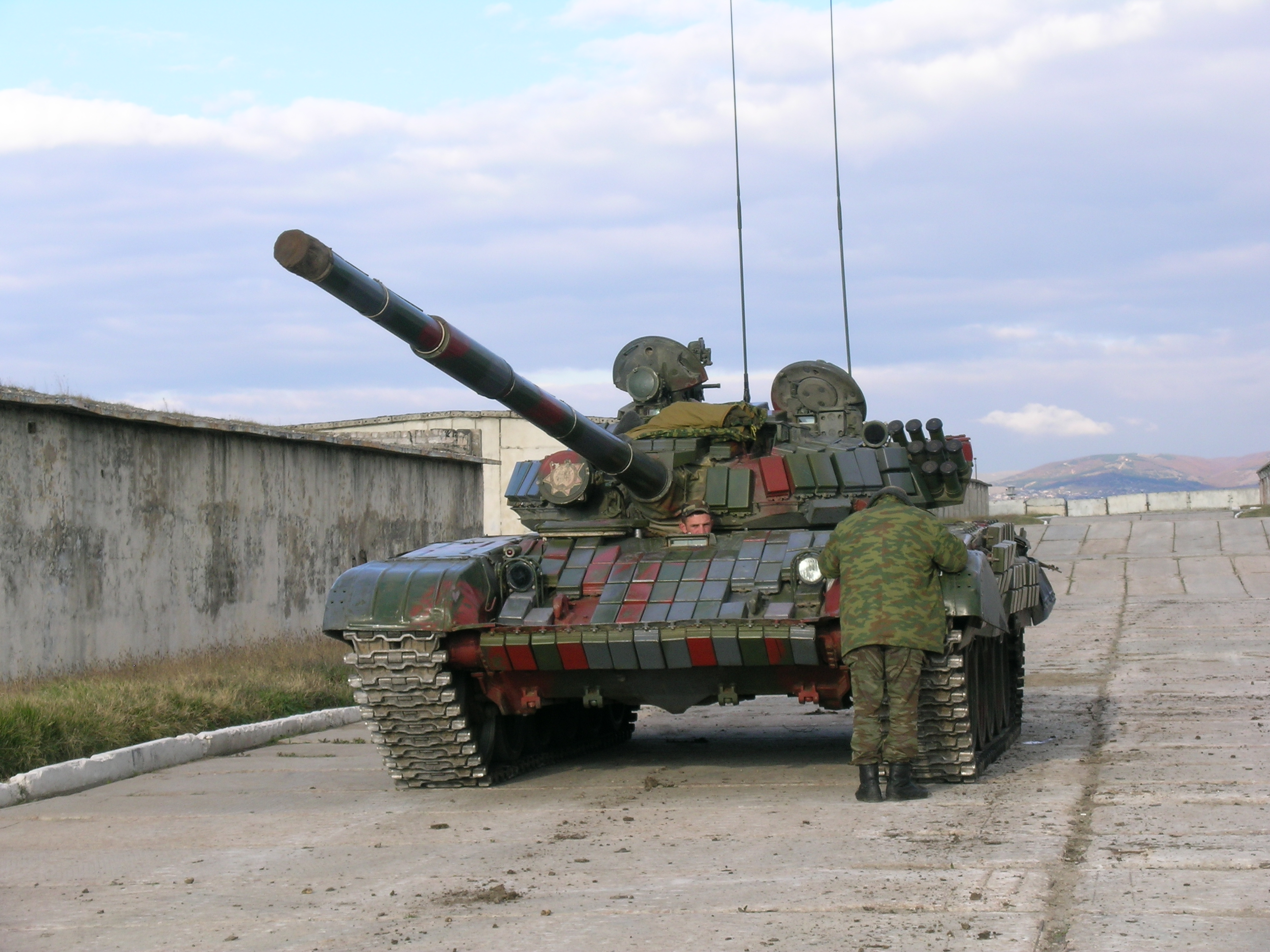
دبابة تي-72 جورجية مع قراميد الدروع التفاعلية

الدروع التفاعلية (بالإنجليزية: Reactive Armor)‏ هي نوع من دروع المركبات الحربية، مبدأ عملها هو ان يقوم الدرع بطريقة ما بالحد من تأثير المقذوفات المضادة للمدرعة أو الدبابة، وهي أكثر كفاءة امام قذائف الحشوة المُشكلة والخوارق النفاثة: الصلبة، أشهر أنواع الدروع التفاعلية هو الدروع التفاعلى المتفجر (ERA)، اما الأنواع الآخرى فهى الدروع التفاعلية: المتفجرة محدودة التأثير (SLERA)، والدروع التفاعلية اللانشطة (NERA)، والدروع التفاعلية غيرالمتفجرة (NXRA)، و: الدروع التفاعلية الكهربائية (Electric Reactive Armor)الذي يتميز وعلى عكس الدروع السابقة بانه يتحمل عدة ضربات لكن ضربتان في نفس المكان: تؤديان إلى اختراقه.
وتعمل جميع الذخائر المضادة للدروع على اختراق الدرع وقتل الطاقم الموجود داخل الدبابة اوتدمير الاجهزة الحيوية الموجودة فيها أو تحقيق الهدفين معاً، ويمكن هزيمة الدروع التفاعلية بتوجيه عدة ضربات إلى نفس المكان أو استخدام سلاح الهجوم المترادف (tandem-charge)الذي يطلق قذيفتان أو أكثر من قذائف الحشوة المشكلة بتتابع سريع.

## التاريخ

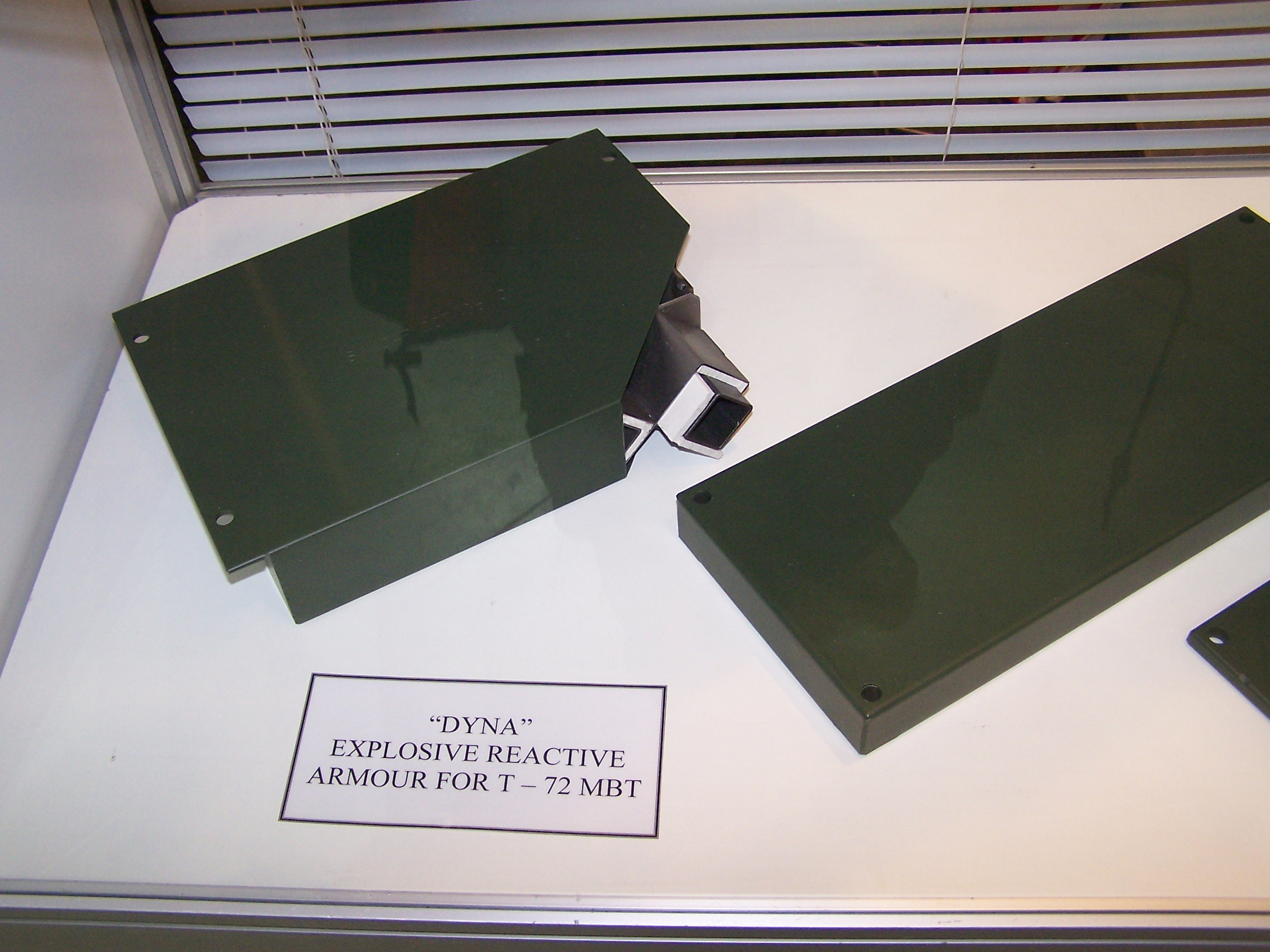
درع تفاعلي (DYNA)مستخدم في دبابة تي-72

- بدأت فكرة الدروع التفاعلية المتفجرة في الأتحاد السوفيتى في عام 1949 , في معهد الفولاذ للبحث العلمي (NII Stali) على يد العالم السوفيتي بوجان فاتشسلاف فيوتسكوفسكي (1922-1999)و ظهر أول نموذج اختباري لدرع تفاعلي خلال عقد الستينات، لكن بسبب عدم كفاية التحليلات النظرية خلال أحد هذه التجارب عند انفجار أحد قراميد الدروع التفاعلية تفجرت معها بقية القراميد المركبة على جسم المركبة، ولعدد من الأسباب ممن بينها الحادثة السابقة والأعتقاد بكفاية الدروع السلبية على جسم الدبابات السوفيتية، انتهت هذه الابحات قبل أن تعاد مرة أخرى عام 1974 عندما أعلنت وزارة الدفاع الروسية مناقصة لأفضل مشروع لحماية الدبابات.
وقامت في ألمانيا الغربية ابحاث متشابه على يد العالم مانفريد هيلد بين عامي 1967-1969 بالتعاون مع الجيش الإسرائيلي فاخترع لأول مرة الدرع التفاعلي على اساس التجارب الألمانية دبابات الإسرائيلية خلال حرب لبنان 1982 واثبتت فاعلية كبيرة.

## الدروع التفاعلية المتفجرة

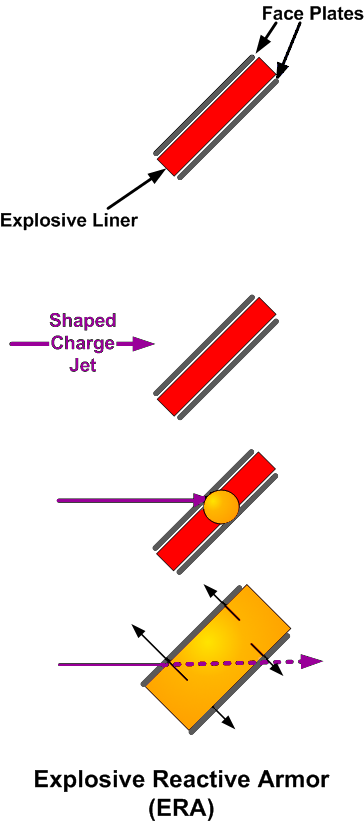
طريقة عمل الدرع التفاعلي

تتألف عناصر الدروع التفاعلية المتفجرة من صفيحة أو شريحة من مادة شديدة الانفجار محشورة بين صفيحتين من المعادن وتسمى هذه العناصر بالعناصر التفاعلية أو العناصر الحركية. في حالة اصابة الدبابة بقذيفة يؤدي الضغط على قرميدة الدرع إلى انفجار المادة الوسطى مسببة دفع طبقات المعدن لتدمير القذيفة المهاجمة أو على الأقل تشويهها وحرفها عن مسارها مما يعنى صعوبة أكبر بكثير في خرق الدرع السلبي الأساسي للدبابة.
و يعزى التعطيل الذي يحدث للنفاث أو القذيفة إلى سببين الأولى هو: أن الطبقة المعدنية الأولى لقرميدة الدرع التفاعلي تؤثر على سرعة وزاوية القذيفة، مما يتسبب في أن القذيفة تخترق الدرع بزاوية أكبر من 90 درجة مما يعنى مسافة أكبر لخرق الدرع مما يزيد من المهمة الملقاة على سرعة القذيفة، الثاني هو: أنه طالما تم حرف زاوية القذيفة الخارقة وأن الطبقة الثانية المعدنية من الدرع التفاعلي تتحرك بعيداً عن القذيفة مما بتطلب من القذيفة خرق أجزاء جديدة لا زالت صلبة في الطبقة المعدنية الثانية مما يعقد المهمة عليها.
و لكى يكون الدرع التفاعلي فعال ضد قذائف الطاقة الحركية يجب زيادة سمك الطبقة المتفجرة والطبقتين المعدنيتين كالدرع الروسي كونتاكت-5 الذي يمكنه تشويه وافقاد الرأس المخترق جزءا من طاقته، اما بالنسبة لقاذائف الشحنة المشكلة فالعميلة هي فقط قدرة تدميرية عالية لتوزيع أتجاهات أنفجار الشحنة المشكلة في القذيفة لحماية الدبابة.
و قد قدر الأتحاد السوفيتى سابقاً وروسيا حالياً أهمية الدروع التفاعلية منذ الثمانينات، وتقريباً جميع الدبابات التي صنعت في الاتحاد السوفيتيي وحتى الآن تم تصميمها لتحمل دروع تفاعلية وحتى الدبابات الاقدم منها تم تعديلها لتحمل الدروع التفاعلية واضافت الولايات المتحدة دروع تفاعلية على دبابتها من نوع إم1 أبرامز للمهام في المناطق الحضارية ومدرعات أم2 برادلي وأستخدمتها إسرئيل على دباباتها إم-60 باتون في حرب لبنان 1982 ومدرعات إم-113، وتشكل الدروع التفاعلية المتفجرة خطراً على المشاة المصاحبين للدبابات التي ربما تسبب أنفجارها إصابات لهم.

## الدروع التفاعلية اللانشطة واللامتفجرة
الدروع التفاعلية اللانشطة (NERA)والدروع التفاعلية اللامتفجرة (NxRA) تصميم هذا النوع لا يختلف كثيراً عن الدروع المتفجرة، فهو عبارة عن طبقتين من المعدن يتوسطهم مادة خاملة وغالباً ما تكون المطاط 
اما مبدأ العمل فهو يعتمد على انضغاط المطاط عند اصطدام القذيفة بالدرع ويقوم المطاط بامتصاص الصدمة الناشئة عن الاصطدام، مما يؤدى لتراجع نسبي للصفيحة المدنية الأمامية للدرع مما يزيد من المسافة التي يجب على القذيفة اختراقها، وهذا يشبه عمل الآلية الثانية لتقليل قوة القذيفة في النوع السابق من الدروع التفاعلية. وبالرغم من أن مثل هذا النوع أقل كفاءة من الدروع المتفجرة، إلا أنه أخف وزناً و
أرخص وأكثر اماناً للمشاة ويمكن تركيب قراميده على مسافات متباعدة.

## الدروع التفاعلية الكهربائية
هي تقنية جديدة في مجال الدروع التفاعلية وتعرف كذلك باسم الدروع التفاعلية الكهرومغناطيسية، تصميمها عبارة عن طبقتين أو أكثر من معدن معين تفصل بينهم فراغات أو تفصل بينهم مادة عازلة، وعندما تصطدم قذيفة بهذا الدرع ويصل ما بين الطبقتين المعدنيتين -تغلق الدائرة الكهربية- يتم توليد تيار كهربى عالى الجهد. مما يسبب تبخر القذيفة، وهي تقنية حديثة وواعدة لكن مازالت في طور الاختبار.

## الدروع التفاعلية الكهرومغناطيسية
فكرة عمل الدروع التفاعلية الكهرومغناطيسية مشابهة للدروع التفاعلية الكهربائية حيث ان الدرع عبارة عن عدة طبقات من معدن ما يفصل بينهم طبقات من السيليكون، وعندما تخترق قذيفة الطبقة المعدنية الأولى تقوم بإرسال إشارات كهربية للطبقات الآخرى مما يعمل على حركتها جميعاً في الأتجاه المعاكس لحركة القذيفة مما يسبب تبدد الطاقة وحماية الدبابة.

## اقرأ ايضاً
- درع تشوبهام
- تي-72
- درع شرائحي